# Магнолія Суланжа (Львів, вул. Коновальця)
Магно́лія Сула́нжа — ботанічна пам'ятка природи місцевого значення в Україні, об'єкт природно-заповідного фонду міста Львова. Під охороною — поодиноке дерево магнолії Суланжа, яке росте на подвір'ї біля будинку № 94 на вулиці Коновальця, який у 1935—1936 роках перебудований за проектом відомого львівського архітектора Ришарда Гермеліна. 
Дерево включено до об'єктів природо-заповідного фонду рішенням Львівського облвиконкому № 495 від 09 жовтня 1984 року. Перебуває у віддані ЛКП «Зелений Львів». Площа пам'ятки — 0,05 га.